# Solanum fusiforme
Solanum fusiforme ist eine Pflanzenart aus der Gattung Nachtschatten (Solanum) in der Familie der Nachtschattengewächse (Solanaceae).

## Beschreibung
Solanum fusiforme ist ein 0,5 bis 2 m hoher Strauch. Die Zweige sind unbehaart bis spärlich flaumhaarig. Die Behaarung besteht aus unverzweigten Trichomen. Die sympodialen Einheiten besitzen meist vier Laubblätter. Die Blattspreiten sind nahezu lederig, 7 bis 20 cm lang und 3 bis 17 cm breit. Sie sind einfach und elliptisch-eiförmig oder fiederig aus sieben bis elf Teilblättchen zusammengesetzt. Das Verhältnis zwischen Länge und Breite beträgt bei den einfachen Blättern 2:1 bis 3:1. Nach vorn sind die Blätter spitz oder zugespitzt, an der Basis abgeschnitten bis keilförmig. Bei den zusammengesetzten Blättern sind die oberen seitlichen Teilblättchen oftmals in Richtung Blattbasis herablaufend. Beide Blattseiten sind unbehaart bis spärlich feinflaumig behaart, besonders entlang der Blattachse. Die Blattstiele sind 1 bis 7 cm lang und unbehaart oder spärlich (selten moderat) feinflaumig behaart.
Die Blütenstände sind unverzweigt, 6 bis 18 cm lang und bestehen aus sechs bis zwölf Blüten. Der Blütenstandsstiel ist 3 bis 7 cm lang, die oftmals zickzack-förmige Blütenstandsachse 1 bis 11 cm und die Blütenstiele 10 bis 25 mm. Die Blütenstiele stehen 1 bis 10 mm (selten bis 30 mm) auseinander sind an oder leicht oberhalb der Basis gelenkig und hinterlassen bis zu 1 mm lange Reste. Die Blütenstände sind nicht oder nur kaum behaart.
Der Kelch ist unbehaart und misst 3 bis 5 mm im Durchmesser. Er ist mit 1 bis 2 mm langen und 1 bis 3 mm breiten, dreieckigen und oft ungleichmäßig geformten Kelchzipfeln besetzt, deren Spitze stumpf bis spitz sein kann. Die Krone ist pink bis dunkel purpurn gefärbt, häutig und sternförmig. Sie misst 10 bis 15 mm im Durchmesser, die Kronröhre ist 2 bis 3 mm lang. Die Kronlappen sind 8 bis 13 mm lang und an der Basis 3 bis 4 mm breit. Sie sind schmal dreieckig, nach vorn spitz und auf beiden Seiten unbehaart. Die Staubbeutel sind meist zusammengeneigt und schmal dreieckig. Ihre Länge beträgt 5 bis 7 mm, ihre Breite 1,5 bis 2,5 mm. Auf der Außenseite befindet sich ein auffälliger Streifen schuppiger Papillen. Die Poren sind nach außen gerichtet. Der Fruchtknoten ist unbehaart. Der Griffel ist unbehaart bis spärlich flaumhaarig behaart, zylindrisch und 7 bis 8 mm lang, sowie 0,5 bis 1 mm durchmessend. Er trägt eine abgeschnitten geformte Narbe.
Die Früchte sind 3 bis 5 cm lang und messen 0,5 bis 1,5 cm im Durchmesser. Sie sind elliptisch-birnenförmig und nach vorn spitz. Die Oberfläche ist unbehaart und bei Reife gelb. Im Fruchtfleisch sind mehrere kleine Zusammenschlüsse von Steinzellen vorhanden. Die Samen sind 2,5 bis 3 mm lang und 2 mm breit, stark abgeflacht und kurzfilzig behaart.
Die Chromosomenzahl beträgt 2n = 24.

## Vorkommen und Standorte
Die Art kommt in Argentinien, Paraguay und dem Südosten Brasiliens vor. Sie ist entlang der Abflüsse der Flüsse Paraná und Uruguay, in Araucaria-Wäldern, auf Lichtungen und in Dickichten des Mata Branca-Gebietes und in Auwäldern und gestörten Standorten zu finden. Sie wächst in Höhenlagen von 500 bis 850 m.

## Systematik
Innerhalb der Nachtschatten (Solanum) wird die Art in die Sektion Cyphomandropsis eingeordnet.